# 나카무라 미즈키
나카무라 미즈키(일본어: 中村 みづき, 1995년 8월 15일 ~ )는 일본의 여자 축구 선수이다.

## 구단 경력
나데시코 리그의 우라와 레즈, 요코하마 FC 시걸스에서 활동했다.

## 국가대표팀 경력
그녀는 2012년 FIFA U-17 여자 월드컵에 참가할 일본 U-17 국가대표팀에 발탁되었으며, 4경기에 출전, 1득점을 넣었다. 2017년 하계 유니버시아드에도 출전, 은메달 획득에 기여했다.